# Тоутоваї малиновогрудий
Тоутоваї малиновогрудий (Petroica rodinogaster) — вид горобцеподібних птахів родини тоутоваєвих (Petroicidae). Ендемік Австралії.

## Опис
Довжина птаха становить 11,5-13 см, вага 9-11 г. Самці мають чорну голову, горло, спину, крила і хвіст, яскраво-малинові груди і живіт. Нижня частина живота білого кольору, над дзьобом біла плямка. Верхня частина тіла самки темно-сіро-коричневого кольору, нижня частина тіла рожевувата. На крилах жовтувато-коричневі смужки. Дзьоб і лапи малиновогрудого тоутоваї чорні, очі темно-карі.

## Таксономія
Малиновогрудий тоутоваї був описаний бельгійським натуралістом Огюстом Драп'є в 1819 році. Генетичне дослідження показало, що найближчим родичем малиновогрудого тоутоваї всередині роду є рожевий тоутоваї.
Виділяють два підвиди малиновогрудого тоутоваї:
- P. r. inexpectata Mathews, 1912 (південно-східна Австралія);
- P. r. rodinogaster (Drapiez, 1819) (Тасманія і острови Бассової протоки).

## Поширення і екологія
Малиновогрудий тоутоваї є ендеміком Австралії. Він мешкає в тропічних лісах і вологих евкаліптових лісах штатів Вікторія, Південна Австралія і Новий Південний Уельс, а також на Тасманії і островах Бассової протоки.

## Раціон
Малиновогрудий тоутоваї харчується комахами і павуками.

## Розмноження
Сезон розмноження триває з вересня по січень. Гніздо формою нагадує глибоку чашу і розташовується на дереві на висоті до 5 м. В кладці 3-4 яйця сірувато-зеленого або блакитнуватого кольору з темними плямками, розміром 18×14 мм.